# وادي الحمض
وادي الحمض واسمه التاريخي وادي إِضَم أحد أكبر أودية شبة الجزيرة العربية، ويبلغ طوله حوالي 400 كم تقريباً. يبدأ من منطقة المدينة المنورة ويسير شمالاً بميل إلى الغرب حتى شمال غرب خيبر حين يلتقي بوادي الجزل، ومن ثم يغير اتجاهه إلى الغرب ويخترق الجبال إلى السهل الساحلي حتى يصب في البحر الأحمر بين مدينتي أملج والوجه، ويقع مصبه بالتحديد شمال أملج 107 كيلو متر. ويتحول في بعض المواسم لنهر جاري قد يستمر أكثر من 20 يوماً دون توقف. ويعتبر وادي الحمض مختلفاً عن جميع أودية تهامة الأخرى حيث أنه الوادي الوحيد الذي لا يبدأ من الحافة الغربية لهضبة شبه الجزيرة العربية.

## ما ذكره المؤرخون
- إِضَم هو الوادي الذي فيه المدينة (على الأرجح)، يسمى من عند المدينة القناة، ومن أعلى منها عند السد يسمى الشظاة، ومن الشظاة حتى البحر يسمى إضماً، وسمي إضماً لانضمام السيول إليه، ويسمى اليوم بالضيقة.
- قال الشيخ حمد الجاسر: وإضم يعرف اليوم بوادي الحمض يأخذ كل مياه الجلس من مهد الذهب جنوباً إلى حفيرة الأيدا شمالاً، وهي مسافة تقرب من أربعمائة كيلٍ، أي أنه إقليم كبير، ومن أهم روافده وادي النقيع، والعقيق الشرقي، ونخل، وأودية خيبر، والجزل، ووادي القرى، وملل، والعيص، والأتمة، وعشرات الأودية الأخرى.
- قال سلامة بن جندل:

- وفي السير عن عبد الله بن أبي حدرد قال: بعثنا رسول الله صلى الله عليه وسلم في نفر من المسلمين فيهم أبو قتادة بن الحارث، ومحلم بن جثامة، فخرجنا حتى إذا كنا ببطن إضم مر بنا عامر بن الأضبط على قعود له، فسلم علينا بتحية الإسلام فأمسكنا عنه، وحمل عليه محلم فقتله لشيء كان بينهما، وأخذ بعيره، فلما قدمنا على رسول الله صلى الله عليه وسلم وأخبرناه الخبر أنزل الله تعالى فينا {يا أيها الذين آمنوا إذا ضربتم في سبيل الله فتبينوا ولا تقولوا لمن ألقى إليكم السلام لست مؤمناً تبتغون عرض الحياة الدنيا...} النساء .[2]
- وأَما ملتقى سيول هذه الأَودية ومجتمعها، فإِنها تجتمع بزَغَابَة، وهو طرف وادي إِضَم - وإِنما سمي ((إِضَم)) لانضمام السّيول به واجتماعها فيه - ثم تجتمع فَتَنْحَدِر على عين أَبي زياد، ثم تَنْحَدِر فيلقاها شعاب يمنة ويسرة، ثم يلقاها وادي مالك بذي خشب وظلم والجنينة، ثم يلقاها وادي أَوان ودوافعه من الشرق، ويلقاها من الغرب وادِ يقال له بواط والحزار، ويلقاها من الشرق وادي الأَتمة، ثم تمضي في وادي إِضَم وعيونه حتى يلقاه وادي بُرمة الذي يقال له ذو البيضة من الشام، ويلقاها وادي تُرعة من القبلة، ثم يلتقي هو ووادي العيص من القبلة، ثم يلقاه دوافع وادٍ يقال له حجر، ووادي الجزل الذي به السّقيا والرحبة في نخيل ذي المروة مُغَرَّبًا، ثم يلقاه وادي عمودان في أَسفل ذي المروة، ثم يلقاه وادٍ يقال له سفيان، حتى يفضي إِلى البحر عند جبل يقال له أَراك، ثم يدفع في الغمر من ثلاثة أَمكنة من البحر يقال لها اليعبوب والنتيجة وحقيب.[3]
- إضم: وادٍ دون المدينة المكرمة، وفي السير عن عبد الله بن أبي حدرد قال: بعثنا رسول الله صلى الله عليه وسلم في نفر من المسلمين فيهم أبو قتادة الحارث بن ربعي ومحلم بن جثامة بن قيس فخرجنا حتى إذا كنا ببطن إضم مر بنا عامر بن الأضبط على قعود له معه متبع له ووطب من لبن، فلما مر بنا سلم علينا بتحية الإسلام فأمسكنا عنه وحمل عليه محلم بن جثامة فقتله لشيء كان بينه وبينه وأخذ بعيره وأخذ متبعه، فلما قدمنا على رسول الله صلى الله عليه وسلم وأخبرناه الخبر نزل فينا (يا أيها الذين آمنوا إذا ضربتم في سبيل الله فتبينوا ولا تقولوا لمن ألقى إليكم السلام لست مؤمناً تبتغون عرض الحياة الدنيا) إلى آخر الآية (النساء).[4]
- إِضَم - بكسر وفتح المعجمة-: اسم الوادي الذي فيه المدينة.[5]
- إضم ـ كعنب، قال المجد: اسم الوادي الذي فيه المدينة، والصواب فيه ما تقدم في خاتمة الفصل الخامس في الأودية، ويوافقه قول الهجري: أول إضم مجتمع الأسيال، وإياه عنى الأحوص بقوله:

وقال: وبإضم أموال زعاب على عيون، إنما سمي إضما لانضمام السيول به.
قلت: ويسمى اليوم بالضيقة، وبهذا الوادي جبل يسمى بإضم كما تقدمت الإشارة إليه، وفي قاموس المجد: إضم جبل، والوادي الذي فيه المدينة النبوية عند المدينة يسمى قناة، ومن أعلى منها عند السد الشظاة، ثم ما كان أسفل من ذلك يسمى إضماً، انتهى. وعبارة ياقوت في المستدرك له: إضم وادٍ في المدينة، ويسمى عند المدينة القناة، إلى آخره.
- إضم: بكسر الهمزة وفتح المعجمة (إضم كعنب وسمي إضما لانضمام السيول به). اسم الوادي الذي فيه المدينة.[7]
- إضم: بكسر أوله وفتح ثانيه: قال في (بلاد ينبع): نقل السمهودي عن الزبير بن بكار أسماء الأودية التي تجتمع في إضم فقال: قال الزبير: ثم تمضي السيول إذا اجتمعت في إضم فتنحدر على عين أبي زياد والصورين في أدني الغابة، ثم تلتقي بوادي نعمى ووادي نعمان(1) أسفل من عين زياد، ثم تنحدر، ويلقاها وادي ملك(2) بذي خشب، ظلم، والجنينة، ثم يلقاها وادي ذي أوان ودوافعه من الشرق، ويلقاها من الغرب بواط والخرار، ومن الشرق وادي أتمة(3) ثم تمضي في وادي إضم حتى يلقاها وادي برمة الذي يقال له ذو البيضة من الشام(4) ويلقاها وادي ترعة من القبلة، ثم يلتقي هو ووادي العيص من القبلة ثم يلقاها دوافع واد يقال له حجر(5) ووادي الجزل الذي به السقيا والرحبة في نخيل ذي المروة، مغرباً.

ثم يلقاه وادي عمودان في أسفل ذي المروة، ثم يلقاه وادي يقال له سفيان حين يفضي إلى البحر عند جبل يقال له أراك، ثم يدفع في البحر من ثلاثة أودية: اليعبوب، والنتيجة وخصيب.
- قال السيد علي: إضم واد: جلواخ، يحتلب نجداً وتهامة، وهو الوادي الذي فيه المدينة، ويسمى من عند المدينة القناة ومن أعلى منها عند السد يسمى الشظاة ومن عند الشظاة إلى أسفل يسمى إضماً إلى البحر،

قال السمهودي:
- بأنه يسمى اليوم (الضيقة) ولعله يقصد ما يلي المدينة.

قال البكري:
- إضم: بكسر أوله، وفتح ثانيه، وادٍ دون المدينة، قاله الطوسي. و
- قال أبو عمرو الشيباني وابن الأعرابي: إضم: جبل لأشجع وجهينة، وقيل واد لهم.
- قال النابغة:

قال طرفة:
- لخولة بالأجراع من إضم طلل.

قال الزبير:
- أقطع المهدي المغيرة بن خبيب بن ثابت بن عبد الله بن الزبير عيناً بإضم، يقال لها عين النيّق. ولما أجليت جرهم من مكة خرج بهم رئيسهم الحارث بن مضاض الجرهمي إلى إضم، من أرض جهينة فجاء سيل أتي، فذهب بهم، وفي ذلك يقول أمية: وجرهم دمنوا تهامة في الدهر فسالت بجمعهم إضم.

وببطن إضم قتل محلم بن جثامة عامر الأضبط الأشجعي، وكان رسول الله صلى الله عليه وسلم بعث محلماً في نفر من المسلمين، فلما كانوا ببطن إضم مر بهم عامر، فسلم عليهم بتحية الإسلام، فقام إليه محلم فقتله لشيء كان بينهما، فأنزل الله تعالى في ذلك: (يا أيها الذين آمنوا إذا ضربتم في سبيل الله فتبينوا ولا تقولوا لمن ألقى إليكم السلام لست مؤمناً) فلم يلبث محلماً إلا سبعاً حتى مات، فواروه فلفظته الأرض ثلاثاً حتى وضعوه بين صدين، ورضموا عليه الحجارة.
قال ياقوت في معجم البلدان:
- ذو إضم: ماء يطؤه الطريق بين مكة واليمامة عند السمينة، وقيل: ذو إضم جوف هناك به ماء وأماكن يقال لها الحناظل، وله ذكر في سرايا النبي صلى الله عليه وسلم، قال السيد عُليّ: إضم واد بجبال تهامة، وهو الوادي الذي فيه المدينة، ويسمى عند المدينة القناة، ومن أعلى منها عند السد يسمى الشظاة إلى أسفل يسمى إضماً إلى البحر قال سلامة بن جندل:

قال ابن السكيت:
- إضم وادٍ يشق الحجاز حتى يفرغ في البحر وأعلى إضم القناة التي تمر دوين المدينة، وقيل: إضم واد لأشجع وجهينة ويوم إضم من أيامهم، وعن نصر: إضم أيضاً جبل بين اليمامة وضرية، وقال غيره: إضم ماء بين مكة واليمامة عند السمينة يطؤه الحاج (وقد تقدم هذا القول).

قال المؤلف: أما رواية عُلي والسكيت فهي صريحة بأن إضماً هذا هو وادي المدينة المتقدم. أما قول النابغة: واحتلت الشرع فالأجراع من إضم. فالشرع بعيد في ديار بني سليم إلا أن يكون شرع آخر عند إضم.
(1) نعمى: وادي النقمى .. انظره، أما نعمان فغير معروف اليوم.
(2) الصواب: ملل: بلامين.
(3) الصواب: ألتمة، بلام بين الهمزة والتاء.
(4) يقال له اليوم (الطبق) انظره.
(5) لعله الحجر، بكسر الحاء، أحد روافد الجزل، انظره.